# Nicolae Chirilovici
Nicolae Chirilovici  (n. 8 iulie 1910, Ungvar (azi Ujgorod), Ucraina – d. 21 aprilie 1993, Arad) a fost un pictor român din Transilvania. A făcut studii la Arad cu pictorul academic Friederich Balla și profesorul Marcel Olinescu (1927-1930), la Baia Mare cu Mikola Andras și Krizsan Janos în cadrul Școlii de Arte Frumoase (1930-1932).

## Biografie și expoziții
Studii: la Arad cu pictorul academic Friederich Balla și profesorul Marcel Olinescu (1927-1930), la Baia Mare cu Mikola Andras și Krizsan Janos în cadrul Școlii de Arte Frumoase (1930-1932).
A debutat la Arad în anul 1932 în cadrul unei expoziții personale alături de Petru Feier. În perioada interbelică a participat la toate expozițiile de grup arădene.
După 1945 lucrările sale au fost prezente în expozițiile de grup arădene, în cele interregionale din Timișoara și la expozițiile itinerante ale filialei Arad a Uniunii Artiștilor Plastici la București, Oradea, Baia Mare, Odobești, Petroșani, Alba Iulia sau peste hotare la Bekescsaba (1971) și Szarvas (1972) în Ungaria, la Subotica, Zrenianin (1974) și Ecka (1979) în Iugoslavia.
A fost unul dintre membrii fondatori ai filialei arădene a Uniunii Artiștilor Plastici (1951).
Expoziții personale: 1937, 1961, 1967, 1972, 1978, 1985 la Arad,1961 la Timișoara și retrospective în anii 1996 și 2000 la Arad, 2001 la Oradea și Baia Mare.
Lucrări semnate Chirilovici se află în colecții de stat și particulare din țară și colecții private din Italia, Germania, Ungaria, Elveția, Austria, Olanda, Anglia, Israel, Canada, S.U.A.

## Lucrări și cronică
…Având în vedere impactul artiștilor din Baia Mare asupra formației lui Nicolae Chirilovici  putem spune că pictorul arădean este produsul mai degrabă al “climatului” artistic băimarean decât al “școlii”. Cazul lui este interesant tocmai din această cauză. El a reușit o admirabilă sinteză personală, ca expresie a unei “modernități” artistice transilvănene. Modul său de întrebuințare a culorii derivă din poetica fovă. Alegerea arbitrară a culorilor este proba cea mai vizibilă, dar nu singura, a libertății absolute  de interpretare oferite de  fovism. In peisajele lui Chirilovici descoperim arbori cu trunchiuri albastre, porți sau garduri de un roșu intens, acoperișuri de case violacee si umbre ”aruncate” pictate într-un albastru ultramarin dens. Formele se decupează clar și tranșant. Linia (trasată și ea într-o culoare arbitrară, de obicei, roșu sau ultramarin) le închide, în maniera unui ciudat ”cloissoné”. Ritmurile liniilor de contur provoacă vibrația ansamblului pictural.
În localitățile lor, culorile sunt exaltate în tonuri pure și strălucitoare, fără a atinge însă violența. Urmărind să redea spectacolul colorat al naturii, Chirilovici renunță la iluzia volumelor și nu este interesat nici de materialitatea sau ponderea lucrurilor. In această viziune bidimensională, obiectele sunt tratate ca niște suprafețe colorate, iar cele din adâncimea spațiului sunt pictate ca și cum ar fi văzute în prim plan. Conform lecției lui Cézanne, impresia succesiunii lucrurilor în spațiu este creată numai de alăturarea și opoziția zonelor de culoare caldă și rece. Sustrasă exigențelor naturale și efectelor luminii, culoarea a devenit un element constructiv și în același timp, un mijloc expresiv. Horia Medeleanu